# Michal Kovář
Michal Kovář (* 8. September 1973 in Olmütz) ist ein tschechischer Fußballspieler.

## Sportlicher Werdegang
Kovář begann mit dem Fußballspielen im Alter von sieben Jahren bei Sigma Olmütz. Dort rückte er 1991 von den A-Junioren in den Profikader auf, in den nächsten zehn Jahren absolvierte der Verteidiger 289 Erstligaspiele für seinen Verein, dabei traf er neun Mal ins gegnerische Tor. Zur Saison 2001/02 wechselte er in die 2. Bundesliga zum SSV Reutlingen, ein Jahr später wurde er vom Bundesligisten Hansa Rostock verpflichtet. Kovář kehrte 2004 zu seinem Stammverein Sigma Olmütz zurück, in der Saison 2005/06 war er Mannschaftskapitän.
Im Sommer 2006 übernahm Valstimil Palička die Mannschaft, Kovář saß unter dem neuen Trainer mit Ausnahme des 3. Spieltags, an dem er sein 300 Erstligaspiel in Tschechien bestritt, nur auf der Ersatzbank. Er wechselte in die 3. Liga (MSFL) zu Fotbal Fulnek, wo er einen Dreijahresvertrag unterschrieb. Mit Fulnek gelang ihm 2006/07 der Aufstieg in die 2. Liga. Zu Beginn der Saison 2007/08 wurde er an den Ligakonkurrenten FC Hlučín ausgeliehen, schon nach wenigen Wochen und noch vor Ligastart kehrte er zurück nach Fulnek.
Zur Saison 2009/10 wechselte Kovář zum HFK Olomouc. Dort spielte er bis 2013. Anschließend war in unteren tschechischen Ligen aktiv.